# 清华大学丘成桐数学科学中心

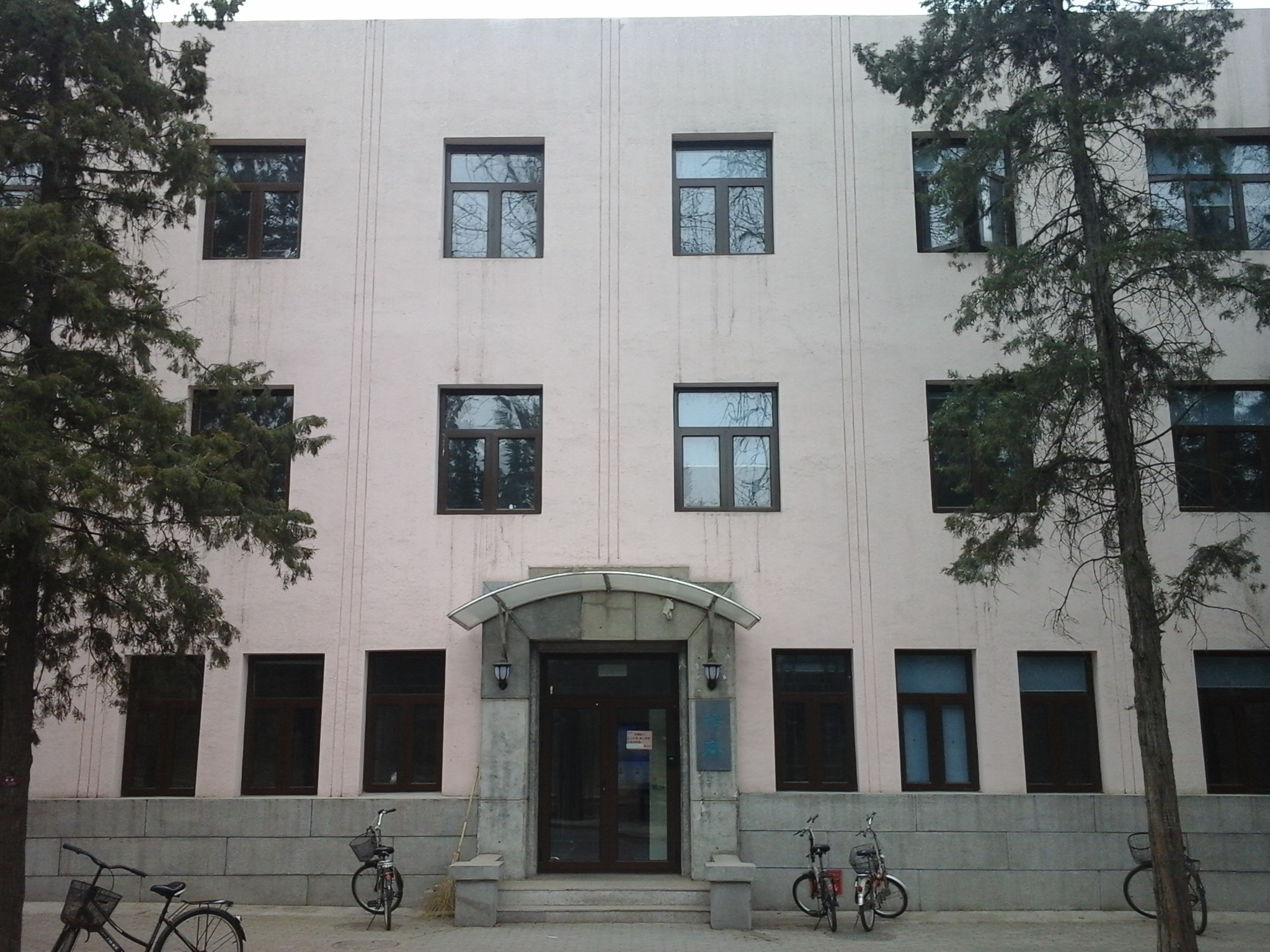
靜齋：数学中心所在地

清华大学丘成桐数学科学中心，简称“数学中心”，是清華大學下屬的實體研究中心，2009年12月成立，聘请菲尔兹奖得主丘成桐教授担任中心主任，作為清华大学发展数学学科重大戰略措施。2014年底，教育部正式批准依托清华大学成立丘成桐数学科学中心。
数学中心主要是研究數學的前沿问题，並且培養新一代数学人才的国际教学科研机构。科研领域包含基础数学以及应用数学、计算数学及与工程领域相关的跨学科研究。

## 發展歷程
2009年9月29日，丘成桐擔任清华学堂数学班首席教授，同年12月17日，成立清华大学数学科学中心，丘成桐担任主任，同時組成国际学术顾问委员会和国内学术委员会。
2010年4月26日，設立丘成桐奖励基金，同年6月10日，签订建设清华三亚国际数学论坛会议中心协议；12月20日举办首届丘成桐大学生数学竞赛；12月23日，舉辦举办首届三亚国际数学论坛。
2011年，數學中心迁入近春园西楼，同年首批博士后2人进站，並且全职引进兩位外籍教師。2012年，首次招收5位研究生。
2014年12月29日，教育部正式批准依托清华大学成立“丘成桐数学科学中心”。2015年3月19日，揭牌仪式在清华大学举行。2017年4月4日正式发布丘成桐数学科学中心LOGO标识。
2018年2月7日，教育部正式批复清华大学设立丘成桐数学英才班，同年8月22日，首批“丘成桐数学英才班”15名本科生正式入学。